# Большеникольский сельсовет
Большеникольский сельсовет — сельское поселение в Чулымском районе Новосибирской области Российской Федерации.
Административный центр — село Большеникольское.

## История
Статус и границы сельского поселения установлены Законом Новосибирской области от 2 июня 2004 года № 200-ОЗ «О статусе и границах муниципальных образований Новосибирской области»

## Население
| 2002 | 2010 | 2012 | 2013 | 2014 | 2015 | 2016 |
| ---- | ---- | ---- | ---- | ---- | ---- | ---- |
| 869  | ↘653 | ↘645 | ↘636 | ↘609 | ↘603 | ↗607 |
| 2017 | 2018 | 2019 | 2020 | 2021 |      |      |
| ↘592 | ↘581 | ↘552 | ↘533 | ↘522 |      |      |

## Состав сельского поселения
| № | Населённый пункт | Тип населённого пункта       | Население |
| - | ---------------- | ---------------------------- | --------- |
| 1 | Большеникольское | село, административный центр | ↘567      |
| 2 | Зырянка          | посёлок                      | ↘0        |
| 3 | Малоникольское   | село                         | ↘71       |
| 4 | Покровское       | посёлок                      | ↘15       |